# 鲍传德庄祠
鲍传德庄祠是一处苏州市文物保护单位，位于中国江苏省苏州市姑苏区虎丘街道阊门外山塘街787～789号。

## 历史
鲍传德庄祠是黄埔军校第一期毕业的议员鲍宗汉创办的义庄，创办于1919年，两进三间，建筑面积1129平方米，门前双柱单间冲天石牌坊上刻有总统徐世昌题写的“宗仁主义”四字。1992年翻建。2003年公布为第一批苏州市控制保护建筑（1-178）。2019年8月23日列入第八批苏州市文物保护单位。现为私人产业“兰园”。